# アイスランドの氷河
アイスランドの氷河（アイスランドのひょうが）は、アイスランドの陸地の11.1%（およそ、総面積 103,125 km2 のうち 11,400 km2）を覆っており、アイスランドの風景に大きな影響を与えている。
アイスランドにある多くの氷河は火山を覆うようにして存在している。たとえば、アイスランド最大のヴァトナヨークトル氷河の下にはグリムスヴォトン(Grímsvötn)火山湖やバゥルザルブンガ(Bárðarbunga)丘陵がある。グリムスヴォトンのカルデラは 100 km2 に渡って広がり、バゥルザルブンガの面積は 60 km2 である。氷河の下で火山活動が起きると、溶けた水が氷河湖決壊洪水を引き起こす。この現象はアイスランドではヨークルフロイプ (jökulhlaup)として知られているが、こちらの場合は、氷河の下の地熱活動によって水が溶け、溜まることによって引き起こされることが多い。このようなヨークルフロイプは、ときおり、圧力から急に解放されたことによる火山噴火の引き金となることがある。
「氷河」のことをアイスランド語では jökull （IPA: [ˈjœːkʏtl]; ヨークトル、イェークトル）という。

## 面積が広い氷河一覧
|      | 氷河                                             | 面積 km2 | 容積 km3 | 標高 m  | 緯度・経度                                                        |
| ---- | ------------------------------------------------ | -------- | -------- | ------- | ----------------------------------------------------------------- |
| 1    | ヴァトナヨークトル (Vatnajökull)                 | 8,300    | 3,100    | 2,109.6 | 北緯64度24分 西経16度48分 / 北緯64.400度 西経16.800度             |
| 2    | ラゥングヨークトル (Langjökull)                  | 953      | 195      | 1,360   | 北緯64度45分 西経19度59分 / 北緯64.750度 西経19.983度             |
| 3    | ホーフスヨークトル (Hofsjökull)                  | 925      | 208      | 1,765   | 北緯64度49分 西経18度49分 / 北緯64.817度 西経18.817度             |
| 4    | ミルダルスヨークトル (Mýrdalsjökull)             | 596      | 140      | 1,493   | 北緯63度40分 西経19度06分 / 北緯63.667度 西経19.100度             |
| 5    | ドラゥンガヨークトル (Drangajökull)              | 160      |          | 925     | 北緯66度09分 西経22度15分 / 北緯66.150度 西経22.250度             |
| 6    | エイヤフィヤトラヨークトル (Eyjafjallajökull)    | 78       |          | 1,666   | 北緯63度38分 西経19度36分 / 北緯63.633度 西経19.600度             |
| 7    | トゥングナフェルスヨークトル (Tungnafellsjökull) | 48       |          | 1,535   | 北緯64度45分 西経17度55分 / 北緯64.750度 西経17.917度             |
| 8    | ソゥリスヨークトル (Þórisjökull)                 | 32       |          | 1,350   | 北緯64度32分31秒 西経20度42分56秒 / 北緯64.54194度 西経20.71556度 |
| 9    | エイリークスヨークトル (Eiríksjökull)            | 22       |          | 1,672   | 北緯64度46分24秒 西経20度24分34秒 / 北緯64.77333度 西経20.40944度 |
| 10   | スラゥンダルヨークトル (Þrándarjökull)           | 22       |          | 1,236   | 北緯64度42分08秒 西経14度54分09秒 / 北緯64.70222度 西経14.90250度 |
| 11   | ティンダフィヤトラヨークトル (Tindfjallajökull)  | 19       |          | 1,462   | 北緯63度48分 西経19度35分 / 北緯63.800度 西経19.583度             |
| 12   | トルヴァヨークトル (Torfajökull)                 | 15       |          | 1,190   | 北緯63度53分39秒 西経19度07分37秒 / 北緯63.89417度 西経19.12694度 |
| 13   | スナイフェルスヨークトル (Snæfellsjökull)        | 11       |          | 1,446   | 北緯64度48分32秒 西経23度46分16秒 / 北緯64.80889度 西経23.77111度 |
| 1-13 | 面積の上位13氷河の合計                           | 11,181   |          | 2,109.6 |                                                                   |

これら、面積1位から13位までの氷河の面積を合計すると、11,181 km2 に上る（アイスランドにある氷河の総面積が約 11,400 km2 であることと比較せよ）。